# Бганґ

Магазин бганґу в Джайсалмері, Раджастан.

Бганґ (гінді भंग, панджабі ਭੰਗ — «правила», «любов») — психотропний засіб, який отримується з чоловічих і опилених жіночих рослин коноплі. Для виготовлення бганґу рослинну сировину виставляють то під сонце, то під росу, щоб воно то мокло, то сохло. Коли сировина достатньо прив'ялиться, її пресують і кладуть на зберігання. Інколи прив'ялену сировину роздрібнюють ножем і скачують в кульки, кожна з яких приблизно дорівнює одній порції.
В Індостані використовується як для пиття, так і для куріння. Інструмент шаманізму. Процедура куріння бганґу посідає особливе місце серед звичаїв сикхів. Як смакові добавки, кульки бганґу використовуються для виготовлення солодощів. Антидепресант. Як снодійне, бганґ часто згадується у перському й арабському фольклорі, в казковому епосі «Тисяча й одна ніч». Сьогодні в перенаселених районах Індостану витіснений гашишом.
«Бганґ кі тхандаї» (гінді भंग की ठंडाई) — популярний напій у багатьох районах Північної Індії. Рецептура виробництва полягає у змішуванні з бганґом будь-якої холодної рідини з додаванням мигдалю, спецій, молока та цукру. Медалі, металічні обручки та інші об'єкти, виготовлені з міді, розміщуються у посуді з напоєм.
«Бганґ Лассі» — кефір з козячого молока з додаванням бганґу. Популярний напій, що входить до меню ресторанів Індії й Таїланду. Вільно продається в індійських містах Джайсалмер, Пурі и Бенарес (Варанасі). Центром торгівлі Бганґ Лассі є невелике священне місто Пушкар (штат Раджастан).
Бганґ широко використовується в індійському фольклорі. Ось один з прикладів приказки мовою гінді:
घर में भूंजी भंग नहीं हैं (ghar mein bhoonji bhang nahi hai) 
Це можна перекласти так: «нема в хаті навіть задрипаної коноплі». Так кажуть про дуже бідну сім'ю.